# Suchoj Su-9
Suchoj Su-9 (v kódu NATO "Fishpot") byl sovětský proudový stíhací letoun pro protivzdušnou obranu z druhé poloviny 50. let 20. století. Kromě základní verze byla vyráběna ještě verze cvičná, která dostala označení Su-9U (v kódu NATO: Maiden), jíž bylo vyrobeno asi 50 kusů.
Jednalo se o jednomotorový, jednomístný, nadzvukový, celokovový stíhací středoplošník s deltakřídlem o šípovitosti 53° pro činnost za každého počasí. Pod křídlem byly čtyři závěsníky APU-7 pro protiletadlové řízené střely K-5/RS-2US (AA-1 Alkali) (respektive RS-2U u prvních strojů) s pasivním radiolokačním naváděním. Ozáření cíle zajišťoval radar RP-9 Safir (CD-30), případně RP-9U (CD-30T) umístěný v přídi. Na dvou trupových závěsnících mohly být neseny přídavné palivové nádrže. Doktrína leteckého boje té doby považovala kanónovou výzbroj za zbytečnou a zastaralou a proto rakety tvořily jedinou výzbroj tohoto letounu.

## Vývoj

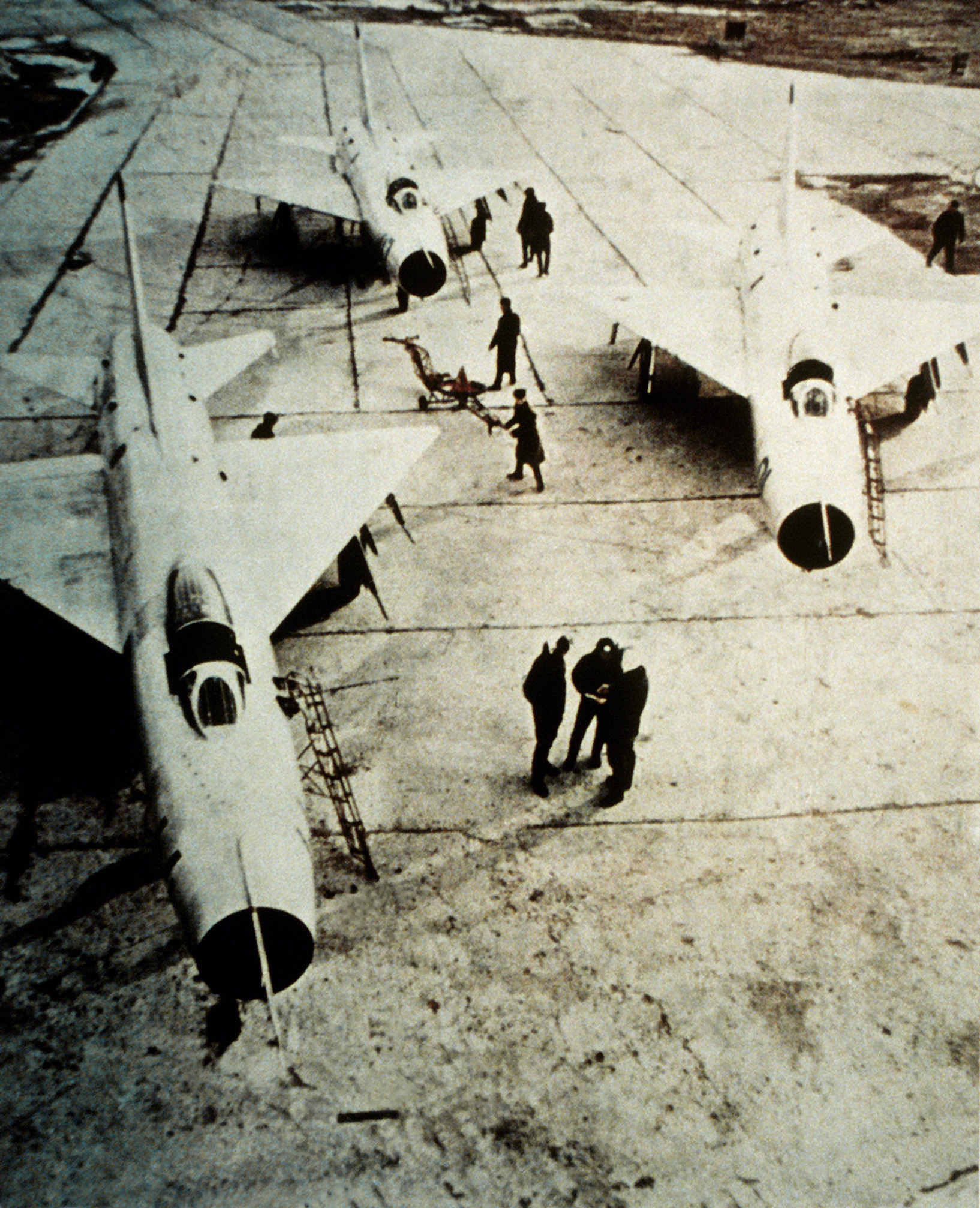
Tři letouny Su-9 v roce 1982

Su-9 vzešel z aerodynamických studií sovětského aerodynamického centra CAGI za korejské války, kdy zde navrhli několik optimálních aerodynamických konfigurací pro proudové stíhačky. Konstrukce poprvé vzlétla v roce 1956 jako prototyp T-405. Su-9 byl vyvinut ve stejné době jako Su-7 „Fitter“ a oba typy poprvé  západní diváci zahlédli na leteckém dni na letišti Tušino 24. června 1956, kde byl Su-9 nazván Fitter-B. Do služby vstoupil v roce 1959.
Celková produkce Su-9 dosáhla asi 1100 letadel. Předpokládá se, že alespoň některé Su-9 byly modernizovány na standard Su-11 „Fishpot-C“. Žádný z nich nebyl exportován do žádného z klientských států SSSR ani do států Varšavské smlouvy. Zbývající Su-9 a později Su-11 byly vyřazeny během 70. let. Některá byly zachovány jako zkušební stroje nebo přeměněny na dálkově ovládaná letadla jako bezpilotní. Nahradily ho modernizované Su-11 a mnohem pokročilejší letouny Su-15 "Flagon" a MiG-25 "Foxbat".
Bojové záznamy Su-9, pokud existují, nejsou známy. Je možné, že se podílely na zachycení (nebo dokonce sestřelení) průzkumných misí, jejichž podrobnosti zůstávají utajeny, ale veřejně není nic přiznáno.
Bylo hlášeno, že Su-9 byl zapojen do zachycení letounu U-2 Francise Gary Powerse nad sovětským územím 1. května 1960. Nově vyrobený Su-9, který prováděl tranzitní let, se náhodou nacházel poblíž Powersovy U-2. Su-9 byl neozbrojený a byl nasměrován k U-2. Byl proveden jeden pokus o naražení, ale Su-9 minul U-2, především kvůli velkému rozdílu v rychlosti obou letadel. Žádný dalších pokusů o narážení proveden nebyl kvůli nedostatku paliva Su-9. Jeho pilot, kapitán Igor Menťukov později tvrdil, že jeho proudnice způsobily rozpad U-2. Nebere v úvahu oficiální verzi, že byl U-2 sestřelen střelou SA-2 s tím, že by kapitán Powers takový zásah nemohl přežít.
4. září 1959 vytvořil upravený Su-9 (úřadem označený jako T-431) pilotovaný Vladimirem Iljušinem nový světový rekord v absolutní výšce na 28 852 m (94 658 stop). V listopadu téhož roku Iljušin stanovil několik nových udržitelných rychlostních a výškových rekordů ve stejném letadle. Tento rekord byl později překonán 6. prosince 1959 velitelem Lawrencem E. Flintem Jr., který při pilotování stroje F4H-1 Phantom provedl „zoom climb“ na světový rekord 98 557 stop (30 040 m).

## Varianty
T-405
Prototyp Su-9.
Su-9
Hlavní vyráběná verze, cca 1 100 vyrobeno.
Su-9U
Cvičná verze, cca 50 vyrobeno.
T-431
Upravená verze Su-9 pro světový výškový rekord v roce 1962.
Suchoj Su-11
Vývojová verze Su-9.

## Uživatelé
Sovětský svaz
- Vojska protivzdušné obrany SSSR

894. stíhací letecký pluk, Ozernoje, Ukrajina, 1959-1979.

## Specifikace (Su-9)

### Technické údaje
- Posádka: 1
- Rozpětí: 8,43 m
- Délka: 16,50 m
- Výška: 4,88 m
- Nosná plocha: 34 m²
- Hmotnost prázdného stroje: 8 620 kg
- Maximální vzletová hmotnost: 13 500 kg
- Pohon: 1× proudový motor Ljulka AL-7F se statickým tahem 88,29 kN

### Výkony
- Maximální hmotnost: 13 500 kg
- Rychlost: 2 135 km/h ve velké výšce
- Max. rychlost: M = 1,8 ve výšce 11000 m
- Dostup: 16 760 m
- Dolet: 930 km
- Počáteční stoupavost: 136,7 m/s
- Plošné zatížení: 383 kg/m²
- Tah/Hmotnost: 0,73

### Výzbroj
- 4 podkřídelní závěsníky pro rakety typu vzduch-vzduch K-5 (AA-1 'Alkali')